# مجید
مجید از نام‌های مردانه است و شاید به یکی از این افراد اشاره کند:
- مجید سمیعی
- مجید مجیدی
- مجید نامجو
- مجید خدابخش
- مجید انصاری
- مجید صالح
- مجید صالحی
- مجید اسکندری
- مجید لطیفی
- مجید عسکری
- مجید جلالی
- مجید نامجو مطلق
- مجید جهانپور
- مجید فرزین
- مجید غلامی
- مجید غلام‌نژاد
- مجید تهرانیان
- مجید اسحاقی گرجی
- مجید باجلان
- مجید محمدی
- مجید مطلبی
- مجید نورمحمدی
- مجید بکایی
- مجید حسینی‌پور
- مجید خدایی
- مجید سیم‌خواه
- مجید مظفری
- مجید مشیری
- مجید اخشابی
- مجید امرایی
- مجید قاسمی
- مجید رضوی